# 王珍 (元朝)
王珍，字国宝，金朝末年大名府南乐县（今河北省南乐县）人，蒙古帝国将领。
王珍世为农家。金末以乡兵降蒙古，署军前都弹压。宋将彭义斌入据大名时，王珍弃家还军。跟随速鲁忽击走占据大名的彭义斌。为大名路治中，升同知大名府事，兼兵马都元帅。后又攻取宁海、胙城。跟随速不台经略河南，在郑州击破金将武仙，又在萧县与金军交战。为大名路尚书省下都元帅。又跟随太赤及阿术鲁攻破金将国用安占据的徐州、邳州。又攻克南宋占领的光州、枣阳、滁州等地。窝阔台授为总帅本路军马管民次官，戍守睢州。1249年，入朝贵由，进本路征行万户，加金虎符。在镇九年，去世，年六十五岁。其子王文干。